# Liste der Baudenkmale in Holdorf (Mecklenburg)
In der Liste der Baudenkmale in Holdorf sind alle denkmalgeschützten Bauten der mecklenburgischen Gemeinde Holdorf und ihrer Ortsteile aufgelistet. Grundlage ist die Veröffentlichung der Denkmalliste des Kreises Nordwestmecklenburg mit dem Stand vom 16. September 2020.

## Legende
In den Spalten befinden sich folgende Informationen:
- ID-Nr: Die Nummer wird von den Denkmalämtern der Landkreise vergeben. Wenn sie nicht bekannt ist, bleibt die Spalte leer. In dieser Spalte kann sich zusätzlich das Wort Wikidata befinden, der entsprechende Link führt zu Angaben zu diesem Denkmal bei Wikidata.
- Lage: die Adresse des Denkmales und die geographischen Koordinaten.
Link zu einem Kartenansichtstool, um Koordinaten zu setzen. In der Kartenansicht sind Denkmale ohne Koordinaten mit einem roten bzw. orangen Marker dargestellt und können in der Karte gesetzt werden. Denkmale ohne Bild sind mit einem blauen bzw. roten Marker gekennzeichnet, Denkmale mit Bild mit einem grünen bzw. orangen Marker.
- Bezeichnung: Bezeichnung, so wie sie in den offiziellen Listen der Denkmalämter steht. Ein Link hinter der Bezeichnung führt zum Wikipedia-Artikel über das Denkmal. Wenn die Bezeichnung der Denkmalämter inhaltlich fehlerhaft ist, ist in der Spalte „Beschreibung“ darauf hinzuweisen.
- Beschreibung: Beschreibung des Denkmales
- Bild: ein Bild des Denkmales und gegebenenfalls einen Link zu weiteren Fotos des Denkmals im Medienarchiv Wikimedia Commons

## Baudenkmale nach Ortsteilen

### Holdorf
| ID   | Lage                                                                            | Bezeichnung                                                       | Beschreibung | Bild |
| ---- | ------------------------------------------------------------------------------- | ----------------------------------------------------------------- | ------------ | ---- |
| 712  | Schloßplatz 4 (Karte)                                                           | Wirtschaftsgebäude                                                |              |      |
| 713  | Schloßplatz 5 (Karte)                                                           | Wohnhaus                                                          |              |      |
| 714  | Schloßplatz 7 (Karte)                                                           | Gutshaus u. Gedenkstein zur Vollgenossenschaftlichkeit            |              |      |
| 1593 | B 104 / 90 / 4.812 (ca. 500 m westlich der Ortslage, südwestliche Straßenseite) | Meilenstein (Ganzmeilenobelisk), FF-Stein (Flur 1, Flurstück 188) |              |      |

### Meetzen
| ID  | Lage                 | Bezeichnung | Beschreibung | Bild     |
| --- | -------------------- | ----------- | --- | -------- |
| 927 | Dorfstraße 4 (Karte) | Gutshaus    | 2-gesch., 9-achs., sanierter Backsteinbau, heute (2015) Jugendgästehaus; Gut u. a. der Familien Freiherr von Lützow (ab 1748), von Wallmoden, Steinmann, von Schwichelt, von Steinberg (ab 1838) und Peters (1907–1937). | Gutshaus |
| 928 | (Karte)              | Kirche      | Kleiner Fachwerkbau mit polygonalem Chorabschluss | Kirche   |

## Quelle
- Denkmalliste des Landkreises Nordwestmecklenburg (Stand: 9. November 2023; PDF, 1,2 MByte)

- Karte mit allen Koordinaten:
- OSM |
- WikiMap